# Victor Puiseux
Victor-Alexandre Puiseux (* 16. April 1820 in Argenteuil; † 9. September 1883 in Frontenay) war ein französischer Mathematiker und Astronom, der sich besonders mit Funktionentheorie und Himmelsmechanik beschäftigte.

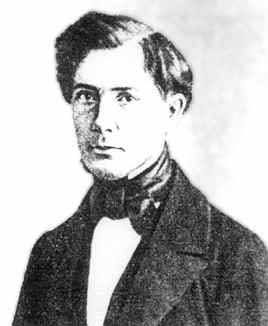
Puiseux

## Leben
Victor Puiseux, Sohn eines Steuereinnehmers, besuchte die Schule im lothringischen Pont-à-Mousson (Département Meurthe) und ab 1834 das Collège Rollin in Paris, wo er bei Charles-François Sturm Vorlesungen hörte. Als Schüler gewann er 1836 den Concours général in Physik und den zweiten Platz in Mathematik. Ab 1837 besuchte er die École normale supérieure (ENS), wo er sich mit Ernest Bersot, Charles Auguste Briot und Jean-Claude Bouquet befreundete und 1840 als bester seines Jahrgangs abschloss. Damals besuchte er auch Vorlesungen von Augustin Louis Cauchy. Mit einer Arbeit Über die Unveränderlichkeit der Hauptachsen der Planetenbahnen promovierte er 1841 an der Universität Paris zum docteur en sciences in Mathematischer Astronomie.
Anschließend war er Mathematiklehrer am Collège royal in Rennes, 1845 wurde er als Professor der Mathematik an die neueröffnete naturwissenschaftliche Fakultät in Besançon berufen. Währenddessen veröffentlichte er Arbeiten über Geometrie und Mechanik in Liouvilles Journal. Von 1849 bis 1855 war er Dozent für Differentialrechnung an der ENS, 1853/54 vertrat er außerdem den Lehrstuhl für Astronomie von Jacques Binet am Collège de France. Von 1855 bis 1859 leitete er das Rechenbüro des Pariser Observatoriums.
Nachdem er 1856/57 den Lehrstuhl des erkrankten Augustin Louis Cauchy vertreten hatte, wurde Puiseux nach dessen Tod 1857 selbst als Professor für Mathematische Astronomie an die Naturwissenschaftliche Fakultät der Sorbonne berufen. Außerdem vertrat er zeitweilig Urbain Le Verriers Lehrstuhl für Himmelsmechanik. Zusätzlich unterrichtete Puiseux von 1862 bis 1868 erneut an der ENS. Von 1868 bis 1872 war er beim Bureau des Longitudes tätig. Von 1872 bis 1880 hatte Puiseux – neben seiner Professur an der Sorbonne – den Lehrstuhl für Mathematische Astronomie an der École pratique des hautes études inne.
Puiseux verbesserte in der Himmelsmechanik unter anderem die Mondtheorie von Laplace. Bekannt ist er aber vor allem für seine Arbeiten in der Funktionentheorie in Anschluss an Cauchy, die allerdings noch zu Lebzeiten durch die Arbeiten Bernhard Riemanns überschattet wurde. Nach ihm sind Potenzreihenentwicklungen mit gebrochenzahligen Potenzen (Puiseux-Entwicklungen) benannt. Er war der Erste, der Verzweigungspunkte, wesentlich singuläre Stellen und Pole unterschied.
1871 wurde er in die Pariser Akademie der Wissenschaften (Académie des sciences) gewählt.
Puiseux war zudem ein begeisterter Alpinist. Der Hauptgipfel des Mont Pelvoux wurde von ihm vermutlich als Erster bestiegen und wird seitdem Pointe Puiseux (3.946 m) genannt.
Victor Puiseux heiratete 1849 Laure Jannet, eine Nichte des Psychologen Henri Wallon. Das Paar bekam sechs Kinder, bevor Laure 1858 mit 28 Jahren im Kindbett starb. Sein Sohn Pierre Henri Puiseux (1855–1928) war ein bekannter Astronom am Pariser Observatorium, der u. a. Mitersteller eines fotografischen Mondatlas war. Der Mondkrater Puiseux ist nach diesem Sohn (und nicht nach Victor Puiseux) benannt.